# Kameralismus
Kameralismus je znám jako německá varianta merkantilismu, dominantní hospodářské politiky v době absolutismu. Primárním cílem kameralismu byla obnova zemí zničených třicetiletou válkou. Prostřednictvím státních zásahů bylo ovlivňováno hospodaření státu tak, aby se zvýšila prosperita a konkurenceschopnost zaostávající ekonomiky v německy mluvicích zemích.

## Zásady
Kameralismus dával přednost podpoře zemědělství a růstu populace před podporou obchodu. Kameralisté se stavěli proti vývozu surovin a růstu domácí spotřeby. V dovozu byli proti importovanému luxusnímu zboží a zboží, které by mohlo konkurovat domácím výrobcům. Požadovali zákaz exportu drahých kovů.

## Situace po třicetileté válce

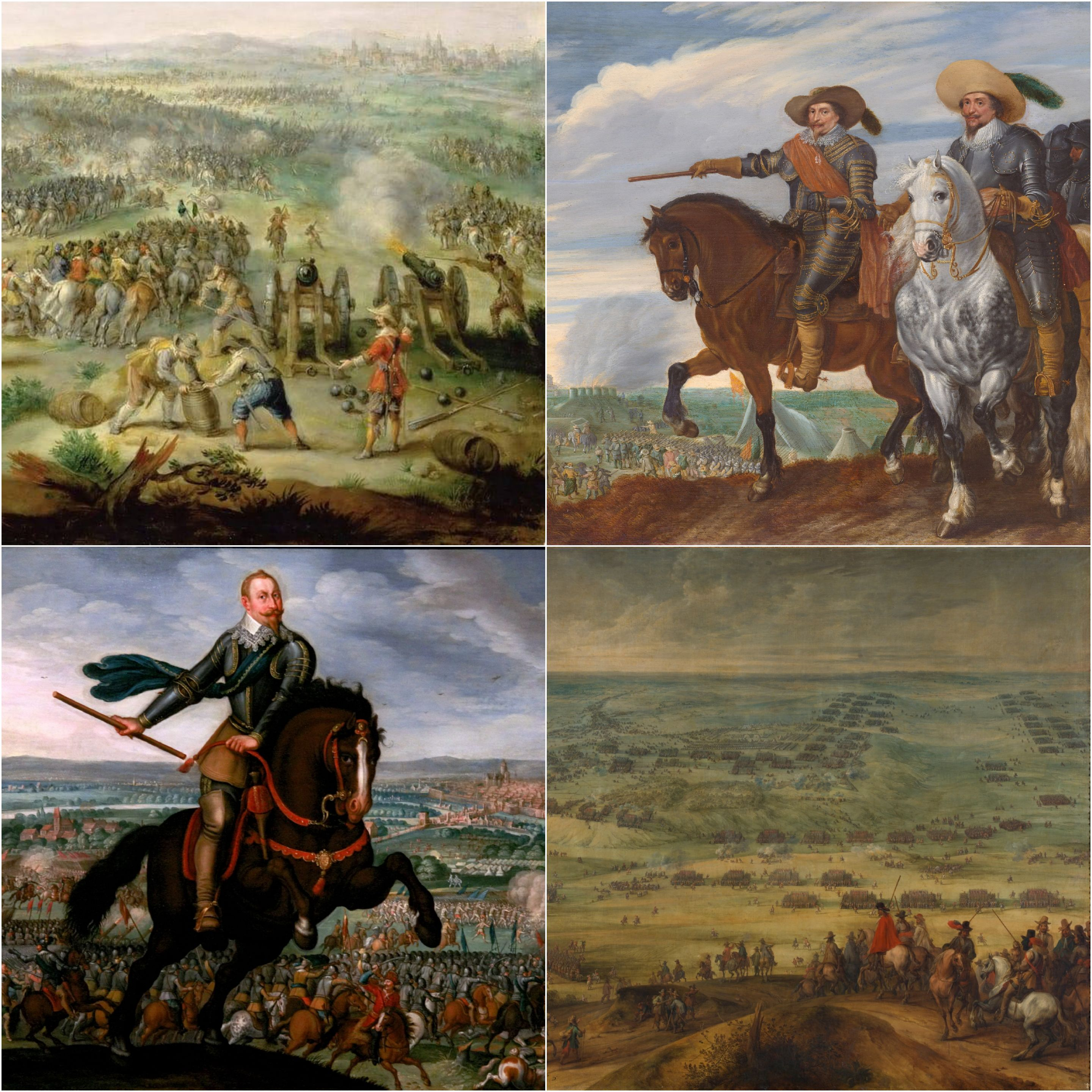
Třicetiletá válka silně zasáhla střední Evropu

Třicetiletá válka (1618–1648) způsobila velký hospodářský úpadek, zpustošena byla především střední Evropa. Spousta vesnic zanikla, postižena byla i města. I v krajích válkou nejméně zasažených zpustla nejméně pětina domů, v řadě měst zůstalo pustých až 90 % domů. Obchod, řemesla i zemědělství stagnovaly. Spousta zemědělské půdy zůstala neobdělaná, nedostatek potravin vedl k hladomorům. Válka způsobila velký úbytek obyvatel. Zavinily ho nejen zmíněné hladomory, ale i epidemie moru, tyfu, úplavice.
Vestfálský mír, který na podzim roku 1648 válku ukončil, učinil definitivní konec velmocenským habsburským plánům. Zůstalo jim jen středoevropské soustátí – Rakousko, České země a zbytek Uher, dosud neobsazený Turky. Zůstala zachována Svatá říše římská národa německého s habsburskými císaři v čele. Stala se jen svazkem států a státečků, s vlastní politikou. (K nejsilnějším patřily Bavorko, Braniborsko, Prusko.) Rakousko muselo uznat nezávislost Nizozemska a Švýcarska, Francie získala část Alsaska, Švédsko a Prusko území v Pobaltí, Pomořansko. Na Rýnu byla obnovena volná plavba. Největších zisků dosáhla Francie a stala se nejsilnějším státem pevninské Evropy.
Po Vestfálském míru šel vývoj Evropy dvojím směrem. V rakouské monarchii řešili úbytek obyvatelstva a úpadek zemědělství návratem k feudalismu, připoutáním obyvatelstva k půdě, zvyšováním robotních povinností, upevněním pozic katolické církve.  V západní Evropě se naopak připoutání k půdě uvolňovalo, rozrůstala se města, centra řemeslné výroby, vznikaly první manufaktury a rozšiřoval se obchod. Vliv církve na řízení státu upadal. Vznikl nový filozofický směr – osvícenství.
Osvícenství znamenalo převrat ve vývoji evropského myšlení. Poprvé přineslo názory o rovnosti všech lidí, ras, požadovalo právo na svobodné lidské jednání, náboženskou toleranci , vědecké bádání a osvobození lidského ducha od dogmat (světlem rozumu proti tmě předsudků). Osvícenství nebylo jednotným proudem, zahrnovalo řadu odstínů nejen v názorech filosofických, ale i politických.  Navazovalo na výsledky vědeckého myšlení od renesance, vrcholu dosáhlo ve Francii v 17. a 18. století. Francie byla v 17. a 18. století absolutistickým státem. Vyhrála válku o španělské dědictví a vytvářela vlastní koloniální říši. Francouzský dvůr demonstroval své úspěchy přepychovým životem, nákladnými stavbami. Na to všechno bylo zapotřebí hodně peněz. Potřeba získávání peněz vedla francouzské národohospodáře a politiky k merkantilismu.

## Od merkantilismu ke kamerálním vědám
Merkantilismus, první ekonomické učení či hospodářsko-politická doktrína, převládl v Evropě v 17. a 18. století, souběžně s osvícenstvím. Jeho kořeny sahají do renesanční Itálie konce 14. století. S rozvojem mezinárodního obchodu se merkantilistické názory postupně objevují ve Španělsku, Portugalsku, Nizozemsku, Anglii, Francii. Merkantilistické názory reagovaly na potřeby jednotlivých států, a tím se vymaňovaly z vlivu univerzálně koncipované soustavy etických hodnot antické a středověké filozofie.
Merkantilisté řešili, co je bohatství a jak ho zvyšovat. Ztotožňovali je s jeho peněžní formou, peníze byly chápány jako univerzální uchovatel hodnot. Zdroji bohatství měly být těžba drahých kovů, koloniální expanze a anexe území těžby a zahraniční obchod v případě aktivní obchodní bilance. Merkantilisté také formulovali doporučení politikům, jak dosáhnout růstu bohatství prostřednictvím přísné státní regulace zahraničního obchodu, pohybu peněz, výroby i spotřeby. Za nejdůležitější odvětví hospodářství státu merkantilisté považovali obchod. (Odtud i název doktríny, v latině mercator znamená kupec.) Proto požadovali, aby politici pečovali o vnitrostátní cesty, jejich sjízdnost a bezpečnost, splavňování řek a aby odstraňovali všechny překážky rozvoje obchodování, jakými jsou vnitřní cla, cechovní monopoly atd.
V evropských zemích se merkantilismus nejvýrazněji uplatňoval ve Francii v dílech celé řady myslitelů. Ministr Ludvíka XIV. Jean Baptiste Colbert vytvořil variantu merkantilismu (colbertismus) a v praxi ji realizoval. Jeho cílem byl silný stát. Proto chtěl dosáhnout aktivní obchodní bilance, proto zaváděl protekcionářskou celní politiku, omezoval dovoz, podporoval manufaktury (především královské manufaktury na luxusní zboží) a vývoz jejich výrobků. V případě výroby spotřebního zboží a potravin usiloval o dosažení nižších cen, než měly výrobky anglické. Aby toho dosáhl, vyvíjel tlak na snižování cen zemědělské produkce, tím ale zemědělství, hlavní výrobní odvětví, odsoudil k úpadku. Negativní důsledky colbertismu pro zemědělství vyvolaly ve Francii ke colbertismu odpor.

### Kamerální vědy
Ve střední Evropě (v Rakousku, v německé Svaté říši římské) se souběžně s merkantilismem rozvíjela další ekonomická doktrína – kamerální vědy. Název této doktríny je odvozen od latinského slova camera, tj. komora.
Dvorská komora pro věci finanční kontrolovala hospodaření královských měst, sledovala výnosy komorních velkostatků, sledovala splácení regálů, stav pokladny a celkové hospodaření státu. Právě činnost dvorské komory dala název kamerálním vědám, kameralistice. Dalším zdrojem příjmů státu byly daně vypisované panovníkem a schvalované sněmem. Jejich evidence šla původně mimo dvorskou komoru, v osvícenském státě byly oba zdroje příjmů součástí finanční a daňové politiky sjednoceny.
Kamerální vědy byly specifickým produktem středoevropského myšlení v Německu a Rakousku. Bývají také označovány jako německá varianta merkantilismu. Jejich úkolem bylo pomoci odstranit škody způsobené třicetiletou válkou. (Rakouská monarchie navíc nesla největší tíži bojů s Turky, než byli roku 1697 definitivně poraženi, oslabilo ji i velké selské povstání v roce 1680 a s ním související morová vlna). Produktivita hospodářství Rakouska a řady německých států byla ve srovnání s Anglií, Nizozemskem a Francií byla poloviční. Kameralisté chtěli prosadit změnu, posílit moc státu a jeho rozhodování proti vlivům náboženským. Podle jejich představ politika nemá sloužit náboženským účelům, naopak náboženství má být jedním z nástrojů růstu státní moci. Prostřednictvím státních zásahů kameralisté chtěli ovlivňovat hospodářství zaostávajících států, aby se zvýšila jejich prosperita a konkurenceschopnost jejich výrobků.
Kamerální vědy byly blízké merkantilismu časově i obsahově. Kameralisté stejně jako merkantilisti požadovali silný stát a aktivní bilanci. Řada zásad a doporučení kameralistů je shodná se zásadami merkantilismu. Požadovali zákaz vývozu drahých kovů, zákaz vývozu surovin, stavěli se proti dovozu spotřebního zboží, které by konkurovalo domácím výrobkům, proti dovozu luxusního zboží, vystupovali proti růstu jeho spotřeby. Shodně s merkantilisty také požadovali odstraňování překážek ve vnitřním obchodu, odstranění vnitřních cel, mýtného, sjednocení měr a vah, zrušení monopolu cechů a dalších institucí.  Oproti merkantilistům kamerální vědy kladly větší důraz na populační růst, v něm viděly předpoklad celkového rozvoje státu (víc vojáků a silnější armáda, víc daňových poplatníků, víc spotřebitelů domácích výrobků). Na rozdíl od merkantilistů kameralisté neztotožňovali bohatství země s množstvím drahého kovu v zemi. Za zdroj růstu bohatství považovali výrobu a vysoce oceňovali význam zemědělství. Odlišně vnímali stav obchodní bilance, chápali ji jako bilanci práce. Aktivní bilance zvyšuje zaměstnanost, zaměstnaní vytvářejí nové hodnoty. Svým vztahem k zemědělství měli kameralisté blízko k dalšímu ekonomickému směru fyziokratismu (Francie 18. století), který za zdroj bohatství pokládal zemědělskou půdu.
Pozdní kameralismus se zabýval vztahem mezi zemědělským podnikáním a zakládáním manufaktur. Zemědělství je podle nich základem hospodářství země. Manufakturám dodává suroviny k dalšímu zpracování a potraviny, a proto je vzájemná vazba mezi zemědělskou a manufakturní výrobou důležitá. Bez manufaktur by zemědělci produkovali pouze sami pro sebe. Pro rostoucí populaci musí být víc zemědělských produktů. Zvyšování efektivity zemědělské výroby viděli kameralisti v rozdělení velkých statků na menší hospodářství, v propachtování pozemků. Kameralisté požadovali, aby stát podporoval rovnováhu mezi ekonomikou města a venkova, s cílem zajistit střední tržní ceny. Se zaváděním strojů do výroby kameralisté souhlasili, ale zavádění by se mělo řídit principem zaměstnanosti. Stroje by se měly zavádět tam, kde není dostatek pracovníků, ale neměly by brát lidem práci. Kameralisté požadovali zásahy státu do ekonomiky, neboť v nich viděli cestu k blahobytu.
První kameralisté se zaměřovali na problematiku praktických otázek a doporučení pro hospodářskou politiku. (Jejich odpůrci jim vyčítali, že místo vědeckého bádání sestavují seznamy návodů.) To se v průběhu 18. století změnilo, kameralismus postoupil mezi vědy. Termín „kamerální vědy“ se stal souhrnným názvem pro soubor odborných disciplín, jejichž znalost byla požadována od úředníků komor. Museli vystudovat zemské právo a vedle něj i další obory. Těmi byly finanční a daňová politika, nauka o živnostech, o zemědělství a o lesním hospodářství, nauka o důlnictví, nauka o obchodu a technologie výrobních oborů.

## Osobnosti kameralismu
Významnými kameralisty té doby byli Veit Ludwig von Seckendorff (Sasko), Johann Joachim Becher, později také rakouský Johann Heinrich Gottlob von Justi a Joseph von Sonnenfels. První katedra pro kameralistiku (účetnictví) byla založena v roce 1723 na Fridrichově univerzitě v Halle (Sasko). V roce 1762 rakouský dvorní rada Johann Mathias Puechberg poprvé písemně představil kamerální účetnictví. Na Pražské univerzitě působil od roku 1766 jako profesor „kamerálních věd“ Josef Ignác Buček.

## Habsburská monarchie
V roce 1746 založila Marie Terezie ve Vídni Tereziánskou akademii se studijním oborem Policejní věda a kamerální vědy. Cílem akademie bylo posilovat politickou a ekonomickou moc absolutistického státu.[zdroj?]
Oproti Nizozemsku, Anglii či Francii zaostávalo hospodářství Habsburské monarchie nejméně o půl století. Ideový monopol a s ním související odliv obyvatelstva brzdil rozvoj státu. První katedra pro „kamerální vědu“ byla založena při vídeňské univerzitě v roce 1752 Johannem Heinrichem Gottlobem von Justi na přání Marie Terezie, druhou katedru na téže univerzitě založil Joseph von Sonnenfels v roce 1763. Kameralisté varovali před horlivostí jezuitů – výsledkem jejich rekatolizačního úsilí byla chudoba a vylidněná, zpustošená krajina venkova.

### Johann Heinrich Gottlieb von Justi
Na Tereziánskou akademii pozvala Marie Terezie významného německého myslitele, ekonoma a politologa Johanna Heinricha Gottlieba von Justi.

### Joseph von Sonnenfels

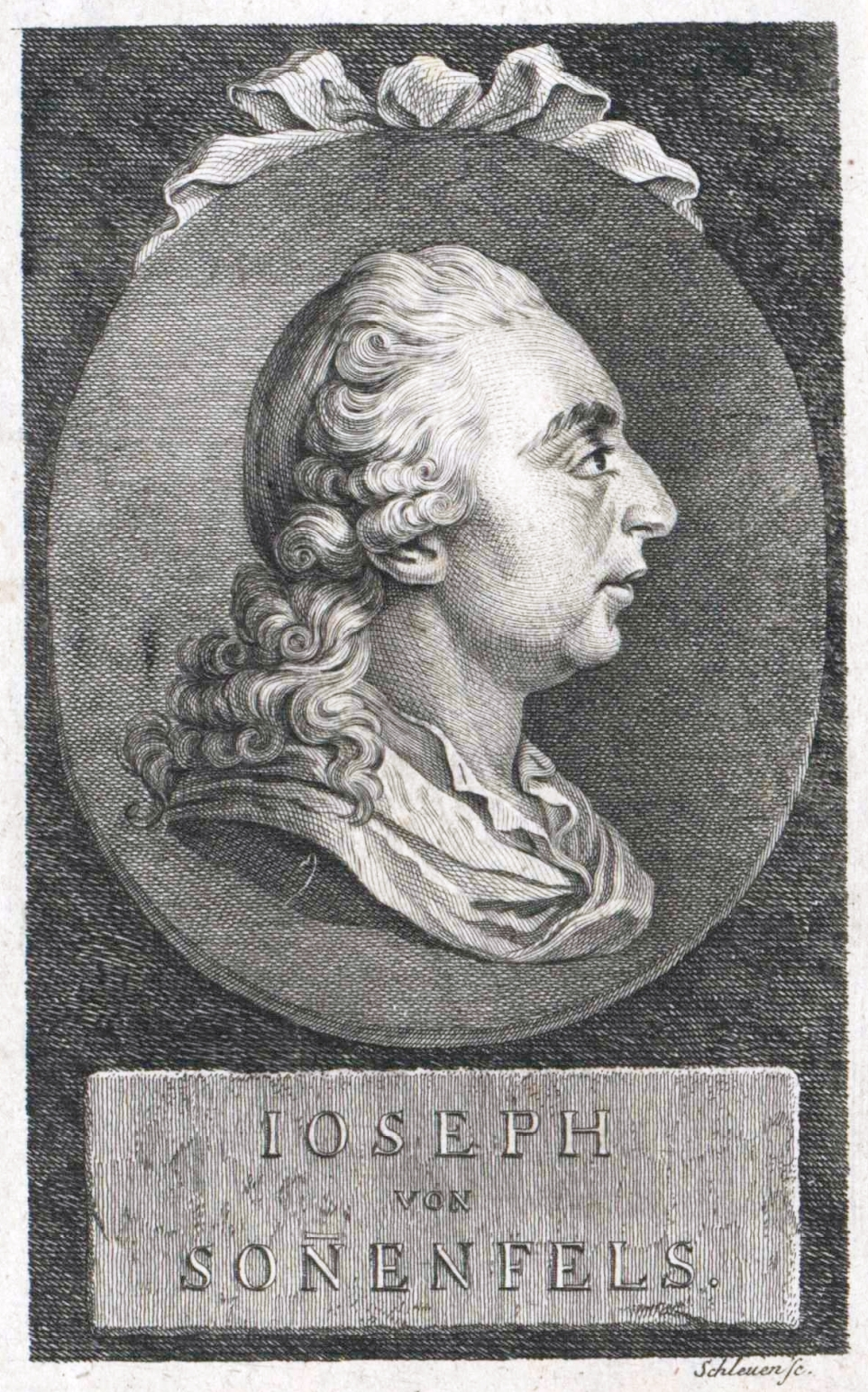
Joseph von Sonnenfels

Sonnenfels se narodil v roce 1732 nebo 1733 v Mikulově jako Joseph Perlín v rodině rabína mikulovské židovské obce a zemřel ve Vídni v roce 1817. (Rodina měla své kořeny v Braniborsku, kde byl Josepfův dědeček vrchním rabínem.) Otec s rodinou se přestěhoval do Vídně, kde se stal učitelem semitských jazyků na univerzitě a tlumočníkem z hebrejštiny. Přestoupil ke katolictví. Roku 1746 byl pasován na rytíře a přijal jméno Sonnenfels.
Syn Joseph vystudoval právnickou fakultu Vídeňské univerzity. Stal se právníkem, byl i spisovatelem, dramatikem, divadelním kritikem, teoretikem osvícenského absolutismu, poradcem Josefa II. a univerzitním profesorem. Jako právník se zasloužil o reformy v rakouském soudnictví. Redigoval znění mnohých zákonů a předpisů. Dosáhl zákazu mučení při výsleších. Byl spoluautorem dvou zákoníků (Západohaličský trestní zákoník v roce 1796 – po připojení Haliče po rozdělení Polska – a Trestní zákoník z roku 1803 zvaný též Franziskana neboli Zákoník o zločinech a těžkých policejních přestupcích. (V Rakousku zákoník platil do roku 1975, v ČSR do roku 1950.) Sonnenfels reformoval i vězeňský řád a také policii.
Jako poradce Josefa II. spoluvytvářel koncept vlády osvícenské monarchie. Monarchii Sonnenfels pokládal za nejlepší státní zřízení, ale jen takovou, která svou existenci zakládá na zákonech platných i pro panovníka. Pokud by stát porušoval vlastní zákony, nemá právo na existenci. K demokratickému zřízení měl Sonnenfels výhrady. Pokládal je za tyranii většiny, většinou nemoudré, nepřemýšlivé, zato krvelačné (zažil jakobínskou diktaturu v Paříži). Ekonomickým otázkám se věnoval ve spise Gründsatze der Polizei, Handlung und Finanzwissenschaft (Základy policejní, obchodní a finanční vědy). Tato Sonnenfelsova kniha se stala na dlouhá léta vysokoškolskou učebnicí.
Sonnenfels i další kameralisté a jejich myšlenky stáli za reformami osvícenského státu Marie Terezie a Josefa II., které měly vést ke zlepšení rakouského hospodářství. Marie Terezie i Josef II. nechali přeměřit veškerou půdu v monarchii (tereziánský katastr 1757, josefinský 1789). Upřesněné údaje měly sloužit k výpočtu daní. Do té doby byla zdaněna jen rustikální půda, dominikální byla od daní zcela osvobozena. V roce 1751 se Marii Terezii povedlo přesvědčit šlechtu a zdanit i její půdu. Ovšem sazba daně byla dvaapůlkrát nižší než sazba dané z půdy rustikální. Ještě radikálnější v daňové politice byl Josef II.. Zavedl modernější pozemkovou daň, zdaňoval čisté výnosy zemědělského podnikání. Chtěl nastolit stejnou daň pro panskou i poddanskou půdu. Jen jeho předčasná smrt tento záměr zmařila.

### Josef Ignác Buček
Představitelem pozdního kameralismu byl Josef Ignác Buček, rytíř z Heraltic, osvícený právník, národohospodář, reformátor, profesor Pražské univerzity. Byl Sonnenfelsovým žákem a nástupcem.

## Okolní německé země

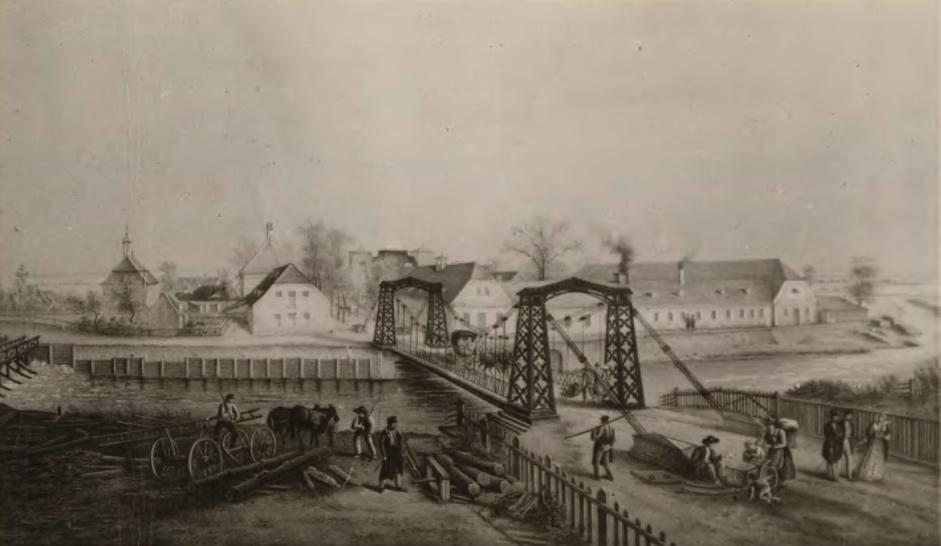
Železárna (v provozu od 1754), Pruské Slezsko

K prosperitě okolních německy mluvicích zemí nemálo přispěli exulanti z Čech a Moravy, kteří v Sasku obnovovali válkou zničená města, zakládali cechy, textilní manufaktury a továrny, stavěli si nové obce a podíleli se např. i na výstavbě a provozu (zal. 1753) první železárny (německy Eisenhüttenwerk Malapane) v Pruském Slezsku.

### Veit Ludwig von Seckendorf

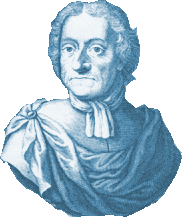
Veit Ludwig von Seckendorf

Za zakladatele kameralismu je považován Veith Ludwig von Seckendorf (1626–1692). Pocházel z bavorské šlechtické luteránské rodiny, která měla statky v Bavorsku, Württenbergsku, Sasku i v Prusku. Třicetiletou válku zažil jako dítě. Veithův otec byl v roce 1642 popraven pro jednání s představiteli Svaté říše římské. Po otcově popravě se stal šestnáctiletý Veith chráněncem vládnoucího saskokoburgského vévody Ernesta I.. Vystudoval Ernestinské gymnázium v Gotě, ve studiu historie a práv pokračoval na univerzitě ve Štrasburku. Peníze ke studiu mu zajistili švédští důstojníci, bývalí spolubojovníci jeho otce. Po studiu se věnoval právnické činnosti, byl soudcem v Jeně. V roce 1664 se stal kancléřem vévody Ernesta. V podobné funkci pokračoval i u vévody z Altenburgu. Současně se svými služebními povinnostmi udržoval písemné styky s učenci té doby a s univerzitou v Halle. Byl autorem spisu Německé veřejné právo (vyšel v letech 1959 a 1978). Seckendorf byl nucen řešit obnovu válkou zpustošených statků, svých vlastních i těch, které spravoval. Přitom promýšlel teoretický i praktický postup k nápravě škod. Sepsal Teutscher Fürstenstaat (Německé knížectví), knihu o veřejné správě vhodné pro rekonstrukci více než tří set nezávislých německých knížectví uznaných Vestfálským mírem. Vedle právnických a hospodářských témat se Seckendorf zabýval i tématy náboženskými. Obhajoval křesťanství a vysvětloval luterskou reformaci. Pro svou vědeckou činnost byl v roce 1692 jmenován kancléřem univerzity v Halle, ale brzy po jmenování zemřel.